# Sowsnak
Der Sowsnak war  de facto eine Währung der Russischen Sowjetrepublik während der Zeit des Kriegskommunismus.
Nach der Oktoberrevolution strebte der neu entstandene Sowjetstaat gemäß dem Programm der Kommunistischen Partei Russlands danach, nicht nur das Privateigentum, sondern auch das Geld abzuschaffen. Mit dieser Zielrichtung wurden als Übergang 1919 советские казначейские знаки (sowjetskije kasnatscheijskie snaki, sowjetische Schatzanweisungen), abgekürzt совзнак = Sowsnak genannte Solawechsel eingeführt, die zum eigentlichen Geld dieser Zeit wurden. Der Versuch, Haushaltsdefizite, die nach Krieg und Bürgerkrieg, Wegfall von Steuereinnahmen und Aufblähung der staatlichen Verwaltung durch Übernahme der Wirtschaft nicht ausbleiben konnten, durch die Notenpresse auszugleichen, führte zwischen 1917 und 1921 zu einer Verhundertfachung der Geldmenge. Die daraus resultierende Inflation ließ dann tatsächlich nur noch sogenannte „proletarische Naturalwirtschaft“ zu. Der Krise des Finanzwesens konnte erst mit der Wiedereröffnung der Staatsbank am 16. November 1921 abgeholfen werden. Mit dem Tscherwonez wurde dann eine neue Währung mit 25-prozentiger Golddeckung eingeführt. Bis die Sowsnaki ab Februar 1924 aus dem Verkehr gezogen wurden, hatte man eine Doppelwährung.

## Referenzen
- Richard Pipes: Russia under the Bolshevik regime 1919–1924, London 1994, S. 393
- Manfred Hildermeier: Geschichte der Sowjetunion 1917–1991. Entstehung und Niedergang des ersten sozialistischen Staates, München 1998, S. 147 f., 237, 243